# Яванская война
Яванская война 1825—1830 гг. — восстание коренного населения индонезийского острова Ява против голландских колонизаторов.
Поводом для восстания послужило решение голландских колониальных властей о строительстве дороги через владения принца Дипонегоро, а именно — через территорию, на которой было расположено семейное кладбище его рода. К этому стоит прибавить личные проблемы принца, который по генеалогическим причинам не мог законно претендовать на трон султаната Джокьякарты, а также то, что всё это происходило на фоне общего недовольства голландцами, бытовавшего в то время среди яванской аристократии.
Войска принца Дипонегоро сперва имели успех, удерживая центр Явы и осадив Джокьякарту. Кроме того, он пользовался поддержкой местного населения, тогда как колониальные власти поначалу проявляли нерешительность.
Но вскоре у принца появились трудности с поддержанием численности своих сил на должном уровне. Тем временем голландские войска получили пополнение с Сулавеси и позже из Голландии. 25 сентября 1825 года под командованием генерала де Кока голландцы отбросили войска Дипонегоро от Джокьякарты.
Принц перешёл к партизанским методам ведения войны. К 1827 году голландцы взяли под контроль большую часть острова, но конфликт продолжался вплоть до 1830 года, когда Дипонегоро, будучи уверенным, что направляется на переговоры по поводу перемирия, попался в ловушку, был арестован и сослан на Сулавеси.